# Camporotondo Etneo
Camporotondo Etneo es un municipio italiano situado en la ciudad metropolitana de Catania , en Sicilia. Tiene una población estimada, a fines de octubre de 2024, de 5197 habitantes.

## Evolución demográfica
| Gráfica de evolución demográfica de Camporotondo Etneo entre 1861 y 2024 |
|                                                                          |
| Fuente: ISTAT - Elaboración gráfica de Wikipedia                         |